# Пергола
Пергола, Перґола (італ. Pergola) — муніципалітет в Італії, у регіоні Марке, провінція Пезаро і Урбіно.
Пергола розташована на відстані близько 190 км на північ від Рима, 60 км на захід від Анкони, 40 км на південь від Пезаро, 24 км на південний схід від Урбіно.
Населення — 6396 осіб (2014).
Щорічний фестиваль відбувається 1 червня. Покровитель — святий Секунд (San Secondo).

## Демографія
Населення за роками:

Станом на 1 січня 2023 року в муніципалітеті офіційно проживало 528 іноземців з 42 країн, серед них 294 громадяни країн Євросоюзу та 15 громадян України.

## Сусідні муніципалітети
- Арчевія
- Кальї
- Фоссомброне
- Фратте-Роза
- Фронтоне
- Сан-Лоренцо-ін-Кампо
- Сассоферрато
- Серра-Сант'Аббондіо